# Gouvernement Bidault I
Gouvernement provisoire de la République française
Félix Gouin Léon Blum III
Le premier gouvernement Georges Bidault a été le gouvernement de la France du 24 juin 1946 au 28 novembre 1946.

## Chronologie

### 1946
- 12 juin : Fin du gouvernement Félix Gouin.
- 16 juin : Discours de Bayeux du Général de Gaulle, critiquant les institutions naissantes de la IVe république et présentant sa conception des institutions. Il expose un schéma institutionnel fondé sur un exécutif fort, procédant du chef de l’État.
- 23 juin :
  - Début du la deuxième Assemblée constituante.
  - Début du gouvernement Georges Bidault, président du gouvernement provisoire.
- 17 août : Après la fermeture définitive du bagne de Cayenne, arrivée à Marseille des 145 derniers détenus en provenance de Guyane.
- 22 août : Les allocations familiales sont étendues à pratiquement toute la population.
- 5 octobre : Publication du statut de la fonction publique (catégories A, B, C et D).
- 7 octobre : La loi fixe la durée du service militaire à un an.
- 13 octobre : Référendum adoptant la nouvelle constitution (53 % oui)  avec 31 % d’abstentions. Institution d’un régime parlementaire bicaméral avec une nette prépondérance de l’Assemblée nationale sur le Conseil de la République. Le Président, élu pour 7 ans par les deux Chambres, dispose de pouvoirs restreints. Il désigne le président du Conseil investi par l’Assemblée nationale et responsable devant elle. Le droit de grève et le droit syndical sont inscrits dans le préambule.
- 19 octobre : Adoption de la loi sur le statut de la fonction publique. Le droit syndical est reconnu aux fonctionnaires qui seront rémunérés selon une grille indiciaire unique.
- 27 octobre : Naissance de la Quatrième République. Création de l'Union française.
- 30 octobre : La Médecine du travail intègre la sécurité sociale. Les lois no 46-2425 & 46-2426 du 30 octobre 1946 intègrent dans le champ de la sécurité sociale les maladies professionnelles, ainsi que la prévention et la réparation des accidents du travail.
- 10 novembre :
  - Élections législatives en France confirmant la domination de la Gauche et notamment du PCF qui arrive en tête (28,8 %). Le secrétaire général du PCF, Maurice Thorez, revendique la présidence du Conseil.
  - Ce même jour Georges Bidault reçoit Molotov à Versailles.
- 27 novembre : Adoption du Plan Monnet.
- 28 novembre : Chute du gouvernement Georges Bidault.

## Thématique
- Lors de la Conférence économique nationale chargée d'étudier les « mesures de remise en ordre des prix et des salaires », Georges Bidault, le président du Conseil, propose une majoration de 15 % afin de limiter les risques de surchauffe inflationniste, alors que la CGT exige 25 % afin de réparer le « préjudice subi par les travailleurs ». Le CNPF déclare qu'il est délicat de « majorer les salaires inférieurs sans refermer l'éventail des salaires ». Après deux semaines de débats, les bas salaires sont majorés de 25 % et les hauts salaires de 15 %.

## Composition

### Président du Gouvernement
| Image | Fonction                             |  | Nom             | Parti |
| ----- | ------------------------------------ |  | --------------- | ----- |
|       | Président du gouvernement provisoire |  | Georges Bidault | MRP   |

### Vice-présidents du Conseil
| Image | Fonction                  |  | Nom            | Parti |
| ----- | ------------------------- |  | -------------- | ----- |
|       | Vice-président du Conseil |  | Félix Gouin    | SFIO  |
|       | Vice-président du Conseil |  | Maurice Thorez | PCF   |

### Ministres d'État
| Image | Fonction        |  | Nom               | Parti |
| ----- | --------------- |  | ----------------- | ----- |
|       | Ministre d'État |  | Francisque Gay    | MRP   |
|       | Ministre d'État |  | Alexandre Varenne | DVG   |

### Ministres
| Image | Fonction                                                      |  | Nom                     | Parti |
| ----- | ------------------------------------------------------------- |  | ----------------------- | ----- |
|       | Garde des sceaux                                              |  | Pierre-Henri Teitgen    | MRP   |
|       | Ministre de l'Intérieur                                       |  | Édouard Depreux         | SFIO  |
|       | Ministre des Armées                                           |  | Edmond Michelet         | MRP   |
|       | Ministre de l'Armement                                        |  | Charles Tillon          | PCF   |
|       | Ministre des Affaires étrangères                              |  | Georges Bidault         | MRP   |
|       | Ministre de l'Agriculture                                     |  | François Tanguy-Prigent | SFIO  |
|       | Ministre de la Reconstruction et de l'Urbanisme               |  | François Billoux        | PCF   |
|       | Ministre des Transports et Travaux publics                    |  | Jules Moch              | SFIO  |
|       | Ministre de l'Éducation nationale                             |  | Marcel-Edmond Naegelen  | SFIO  |
|       | Ministre de la France d’Outre-Mer                             |  | Marius Moutet           | SFIO  |
|       | Ministre de l'Économie nationale                              |  | François de Menthon     | MRP   |
|       | Ministre des Finances                                         |  | Robert Schuman          | MRP   |
|       | Ministre du Travail et de la Sécurité sociale                 |  | Ambroise Croizat        | PCF   |
|       | Ministre des Postes, Télégraphes et Téléphones                |  | Jean Letourneau         | MRP   |
|       | Ministre de la Production industrielle                        |  | Marcel Paul             | PCF   |
|       | Ministre de la Santé publique                                 |  | René Arthaud            | PCF   |
|       | Ministre de la Population                                     |  | Robert Prigent          | MRP   |
|       | Ministre des Anciens combattants et des Victimes de la guerre |  | Laurent Casanova        | PCF   |

### Sous-secrétaires d'État
| Image | Fonction                                                             | Ministre de rattachement                       |  | Nom              | Parti |
| ----- | -------------------------------------------------------------------- | ---------------------------------------------- |  | ---------------- | ----- |
|       | Sous-secrétaire d'État à la Présidence du Conseil                    | Président du Gouvernement provisoire           |  | André Colin      | MRP   |
|       | Sous-secrétaire d'État à la Présidence du Conseil et à l'Information | Président du Gouvernement provisoire           |  | Robert Bichet    | MRP   |
|       | Sous-secrétaire d'État à l'Intérieur                                 | Ministre de l'Intérieur                        |  | Jean Biondi      | SFIO  |
|       | Sous-secrétaire d'État à l'Armement                                  | Ministre de l'Armement                         |  | Georges Gosnat   | PCF   |
|       | Sous-secrétaire d'État aux Affaires étrangères                       | Ministre des Affaires étrangères               |  | Pierre Schneiter | MRP   |
|       | Sous-secrétaire d'État aux Transports                                | Ministre des Travaux publics et des Transports |  | Albert Gazier    | SFIO  |
|       | Sous-secrétaire d'État à la Jeunesse et aux Sports                   | Ministre de l'Éducation nationale              |  | Andrée Viénot    | SFIO  |
|       | Sous-secrétaire d'État à l'Économie nationale                        | Ministre de l'Économie nationale               |  | Pierre Pflimlin  | MRP   |
|       | Sous-secrétaire d'État au Travail                                    | Ministre du Travail et de la Sécurité sociale  |  | Marius Patinaud  | PCF   |
|       | Sous-secrétaire d'État au Charbon                                    | Ministre de la Production industrielle         |  | Auguste Lecœur   | PCF   |

## Ajustement

### Ajustement du 8 juillet 1946
- Ministre du Ravitaillement : Yves Farge (SE)

## Fait marquant
- Andrée Viénot est la première femme membre d'un gouvernement de la IVe République. Trois femmes (Cécile Brunschvicg, Suzanne Lacore et Irène Joliot-Curie) avaient déjà été sous-secrétaire d'État en 1936, mais elles n'avaient pas encore le droit de vote. Andrée Viénot est donc la première femme en poste alors que les Françaises ont le droit de vote et que certaines siègent à l’Assemblée nationale et au Sénat.